# Gunnel Wennberg
Inga Gunnel Margareta Wennberg, född 22 mars 1945, död 20 januari 2023 i Göteborg, var en svensk jurist och domare. Hon var president i Hovrätten för Västra Sverige  1999–2012. Mellan 1991 och 2008 var hon ordförande i Stängselnämnden. Wennberg var tidigare medlem i Rättsmedicinalverkets insynsråd.
Gunnel Wennberg är gravsatt i minneslunden på Stampens kyrkogård i Göteborg.